# Russelt
Russelt is een gehucht van Wellen, een gemeente in de Belgische provincie Limburg.
Het gehucht bevindt zich in het noorden van de gemeente en is gelegen zo'n twee kilometer ten westen van de dorpskom van Wellen.
Door lintbebouwing langs de N754 sluit de bebouwing van Russelt in het noorden via het gehucht Snoek aan op de dorpskom van Alken. In het zuiden loopt de bebouwing via het gehucht Overbroek door tot het centrum van Wellen.

## Geschiedenis
Etymologisch gezien zou de naam van gehucht teruggaan tot het Germaanse rus dat 'zode van gras en modder' betekent.
In Russelt werden bij opgravingen werktuigen gevonden die dateren uit de prehistorie. In de Romeinse tijd lag het tracé van de heirbaan die Tongeren verbond met Toxandrië in de buurt van Russelt. Voorts werden er gebruiksvoorwerpen gevonden die wijzen op Romeinse bebouwing.
Doorheen de middeleeuwen behoorde Russelt tot de vrijheerlijkheid Wellen, een kerkelijke enclave in het Graafschap Loon die in het bezit was van de Abdij van Munsterbilzen. De graven van Loon bezaten enkel het voogdijrecht over Wellen. Op bestuurlijk niveau was de heerlijkheid opgedeeld in vier kwartieren: Bos, Overbroek, Russelt en Wellen.

## Natuur en landschap
Russelt is gelegen in Vochtig-Haspengouw waardoor het reliëf minder uitgesproken is dan in Droog-Haspengouw. De hoogte in Russelt varieert tussen de 40 en 52 meter. De vruchtbare gronden rondom het gehucht zijn geschikt voor akkerbouw en fruitteelt.
Ten oosten van Russelt bevindt zich langs de oevers van de Herk, de Grote Beemdsloot en de Oude Beek het natuurgebied Grote Beemd. In dit gebied vindt men hooilanden, graslanden en meidoornhagen waar onder andere de gevlekte orchis, pinksterbloem, grote ratelaar en knolsteenbreek voorkomen.

## Bezienswaardigheden
In Russelt bevinden zich meerdere betreedbare kapellen waaronder de Heilig-Hartkapel en twee kapellen die gewijd zijn aan de Onze-Lieve-Vrouw van Lourdes. Voorts wordt het straatbeeld gekenmerkt door verschillende soorten hoeves. Nabij de oevers van Herk staat eveneens de Graetmolen, een voormalige onderslag graanmolen.